# Кашиф Джавад
Кашиф Джавад (7 лютого 1981) — пакистанський хокеїст на траві.
Учасник Олімпійських Ігор 2000, 2004 років.